# Politiofen
Politiofen (poli(2,5-tienylen), skrót: PT, PTh, PTs lub PTP, z ang. polythiophene) – związek organiczny, polimer przewodzący, składający się z łańcucha cząsteczek tiofenu, wykorzystywany w budowie wyświetlaczy OLED. Po przyłożeniu napięcia emituje światło czerwone.